# U 353
U 353 war ein deutsches U-Boot vom Typ VII C, das im Zweiten Weltkrieg von der deutschen Kriegsmarine eingesetzt wurde. Auf seiner einzigen Unternehmung konnte es keine Schiffe versenken und wurde selbst am 16. Oktober 1942 vom britischen Zerstörer Fame im Nordatlantik versenkt, wobei sechs Besatzungsmitglieder starben und 39 in britische Kriegsgefangenschaft gerieten, unter ihnen der Kommandant Wolfgang Römer (1916–1972).

## Bau und Technische Daten
Die Flensburger Schiffbaugesellschaft war, neben dem Bau von jährlich sechs Booten des Typs VII C, von der Kriegsmarine für die Reparatur und die Überholung von fünf weiteren Booten vorgesehen. Ein U-Boot dieses Typs war 67,1 m lang und 6,2 m breit. Es wurde über Wasser von zwei Dieselmotoren mit je 1400 PS bis zu einer Höchstgeschwindigkeit von 17 Knoten (kn) angetrieben. Bei Unterwasserfahrt gewährleisteten zwei Elektromotoren mit je 375 PS eine Geschwindigkeit von 7,6 kn. Im März des Jahres 1942 wurden insgesamt zwölf Boote des Typs VII C durch die Kriegsmarine in Dienst gestellt. Am Turm führte U 353 das Bild eines antiken Soldaten mit erhobenem Kurzschwert.

## Kommandant
Wolfgang Römer wurde am 22. Oktober 1916 in Rathenow geboren und trat 1936 in die Kriegsmarine ein. Im Sommer 1939 fuhr er als Zweiter Wachoffizier auf U 52. Bis zum Juni 1940 diente er dann als Ausbildungsoffizier an der U-Bootschule in Neustadt in Holstein und bei der U-Boot-Ausbildungsabteilung in Plön. Bis zum Frühjahr 1941 war Wolfgang Römer Zweiter Wachoffizier auf U 103. Am 22. April erhielt er das Kommando auf U 56, einem zur Ausbildung in der Ostsee eingesetzten Schulboot. Am 31. März übernahm Wolfgang Römer das Kommando auf U 353. Er geriet im Oktober 1942 in Kriegsgefangenschaft, aus der er im Sommer 1947 entlassen wurde.

## Einsatz und Geschichte
Am 22. September 1942 lief Kommandant Römer mit U 353 zu seiner ersten Feindfahrt mit diesem Boot aus. Als Einsatzgebiet war der Nordatlantik vorgesehen. Am Ende der Unternehmung sollte das Boot Brest anlaufen. Hier war die 1. U-Flottille stationiert, der U 353 Anfang Oktober zugeteilt wurde.

### U-Bootgruppe Wotan
Anfang Oktober ermöglichten die guten Aufklärungsergebnisse des deutschen B-Dienstes es Karl Dönitz, die drei U-Bootgruppen Leopard, Panther und Wotan, die im Nordatlantik nach alliierten Geleitzügen suchten, so zu positionieren, dass einige Konvois aufgespürt wurden. Am 12. Oktober entdeckte U 258 den ostwärts fahrenden Geleitzug SC 104. Kommandant Wilhelm von Mässenhausen entschloss sich, nach den Maßgaben der Rudeltaktik, Fühlung am Geleitzug zu halten und weitere U-Boote per Funksignal heranzuführen. Als erste trafen U 356 und U 221 ein. Kommandant Wallas von U 356 meldete um die Mittagszeit des 13. Oktobers die Sichtung eines Dampfers und mehrerer Rauchwolken, die er dem Geleitzug zuordnete. Er verlor jedoch den Kontakt, als sein Boot von einer Korvette des Geleitschutzes angegriffen wurde und tauchen musste. Zwei Stunden nach Mitternacht gelang es U 221 schließlich erneut, den Geleitzug SC 104 aufzufinden. Beim nun folgenden ersten Angriff auf SC 104 wurden drei Schiffe versenkt. Vier Tage später hatten weitere U-Boote die Position des Geleitzuges erreicht und griffen erneut an. Fünf Boote der U-Bootgruppe Wotan – U 607, U 661, U 410, U 618 und U 410 – versenkten am 16. Oktober insgesamt sechs alliierte Schiffe, unter anderem das Walfangmutterschiff Southern Empress. Während der Geleitzugschlacht um SC 104 versenkten die britischen Zerstörer des Geleitschutzes zwei deutsche U-Boote: U 661 und U 353.

## Versenkung

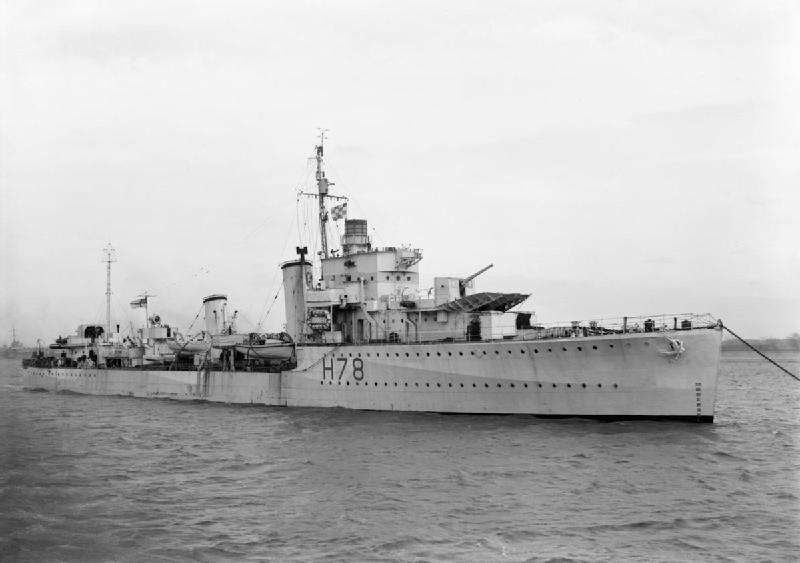
Die HMS Fame versenkte U 353

Am 16. Oktober ortete der britische Zerstörer Fame das deutsche U-Boot U 353 in 20 Metern Tiefe mit Asdic (Sonar), als er das Seegebiet vor dem Geleitzug patrouillierte. Die Fame attackierte das deutsche U-Boot mit zehn Wasserbomben, die U 353 stark beschädigten. Kommandant Römer entschloss sich, auftauchen zu lassen. Durch das Geschützfeuer der Fame, die gleichzeitig U 353 mit einem Rammstoß zu versenken versuchte, und einiger der Schiffe des Geleitzugs, kamen sechs Besatzungsmitglieder ums Leben. Eine britische Entermannschaft versuchte, Dokumente auf U 353 zu sichern, musste sich aber rasch zurückziehen, da das deutsche U-Boot rasch sank. Kommandant Wolfgang Römer und weitere 38 Männer der Besatzung wurden von der Fame und der Korvette Acanthus aufgenommen und gerieten in Kriegsgefangenschaft. Da die Fame beim Rammstoß selbst nachhaltig beschädigt worden war, konnte sie dem Geleitzug SC 104 keinen weiteren Geleitschutz mehr bieten und kehrte alleine nach Großbritannien zurück. Die 39 Gefangenen wurden von der Fame und der Acanthus in Liverpool an Land gebracht und kamen zwischen dem 20. und dem 22. Oktober ins dortige Verhörzentrum.

### In Kriegsgefangenschaft
Wolfgang Römer sagte gegenüber den alliierten Verhörspezialisten in Liverpool aus, dass unter den 45 Mann seiner Besatzung nur einer, der Leitende Ingenieur, Erfahrung auf U-Bootfahrten gesammelt hätte. Bei der deutschen U-Bootwaffe herrsche, so Römer, ein Mangel an erfahrenen Seeleuten. Wolfgang Römer wurde im Jahr 1947 aus der Kriegsgefangenschaft entlassen.